# Horișkî, Kozelșciîna
Horișkî (în ucraineană Хорішки) este localitatea de reședință a comunei Horișkî din raionul Kozelșciîna, regiunea Poltava, Ucraina.

## Demografie
Componența lingvistică a localității Horișkî
     Ucraineană (95,68%)
     Rusă (4,21%)
     Alte limbi (0,12%)
Conform recensământului din 2001, majoritatea populației localității Horișkî era vorbitoare de ucraineană (95,68%), existând în minoritate și vorbitori de rusă (4,21%).